# Hippopsis freyi
Hippopsis freyi är en skalbaggsart som beskrevs av Stefan von Breuning 1955. Hippopsis freyi ingår i släktet Hippopsis och familjen långhorningar.
Artens utbredningsområde är Venezuela. Inga underarter finns listade i Catalogue of Life.